# 가메지마역
가메지마역(귀도역, 일본어: 亀島駅, かめじまえき)은 일본 아이치현 나고야시 나카무라구에 위치한 철도역이다.
나고야역에 비교적 근처, 또 부근을 지나는 모든 시 버스가 나고야 역까지 직통하기 위해, 이용자는 그다지 많지 않다.

## 타는 곳
상대식 승강장 2면 2선 지하역.
| 1 | ■ 히가시야마 선 | 나고야·사카에·후지가오카 방면 |
| 2 | ■ 히가시야마 선 | 다카바타 방면                 |

개찰구는 서쪽 개찰구와 동쪽 개찰구의 2 개소, 출입구는 4 개소. 서쪽 개찰구는 1·4번 출입구에, 동쪽 개찰구는 2·3번 출입구에만 연결되고 있다.
이 역은 히가시야마 선 내에서 유일 휠체어 이용의 루트가 없는 역이 되고 있다. 각 홈으로부터 각 개찰구에 연결되는 에스컬레이터는 있지만, 엘리베이터는 없다. 2010년 4월 현재 엘리베이터의 설치 공사를 하고 있어 4번 출입구가 폐쇄되고 있다.
근년까지는 개장 공사가 거의 되지 않은 상태이다.

## 역세권 정보
- 산업기술기념관

## 역사
- 1969년 4월 1일: 영업 개시.

## 사진

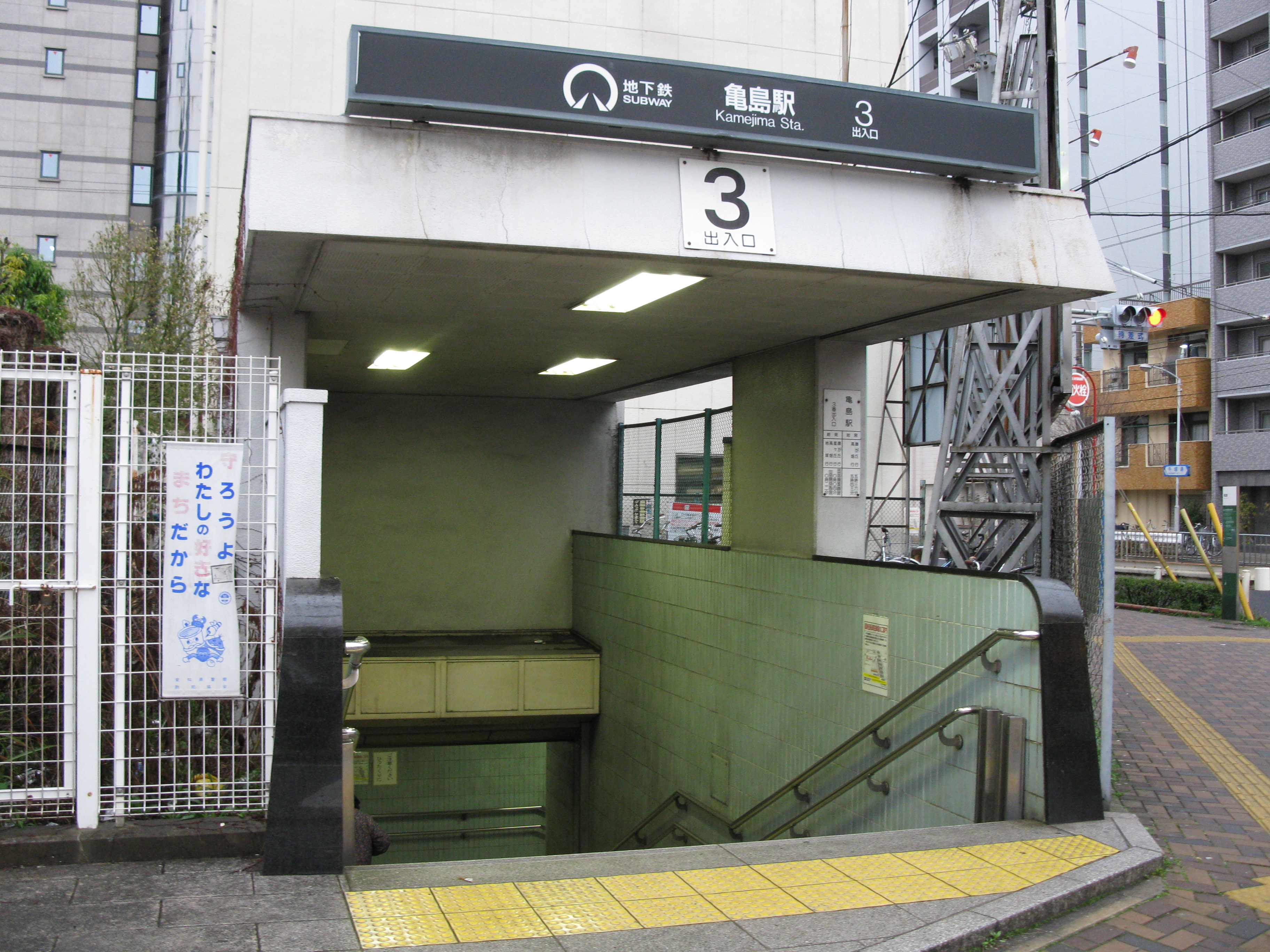
3번 출입구

## 인접역
| 나고야 지하철 ■ 히가시야마 선 | 나고야 지하철 ■ 히가시야마 선 | 나고야 지하철 ■ 히가시야마 선 |
| ----------------------------- | ----------------------------- | ----------------------------- |
| H 06 혼진 다카바타 방면       |                               | H 08 나고야 후지가오카 방면   |